# Dwischenie sa sozialen chumanisam
Die Dwischenie sa sozialen chumanisam (auch Dviženie za Socialen Humanizăm transliteriert, DSH,  bulgarisch Движение за социален хуманизъм, dt. Bewegung für sozialen Humanismus) ist eine progressive, sozialhumanistische Partei in Bulgarien.

## Geschichte
Die DSH wurde 1995 als Nachfolgepartei der BSDP von Generalsekretär Stefan Radoslawow gegründet.
Die Koalition für Bulgarien, zu der die DSH zusammen mit einer Reihe weiterer linker Parteien Bulgariens gehört, gewann 2001 bei den Parlamentswahlen 17,1 % der Stimmen und damit 48 der 240 Parlamentssitze. Am 25. Juni 2005 baute die Koalition ihre Beteiligung auf 34,2 % und somit 82 von 240 Sitzen aus, und konnte nach dem Scheitern der NDWS die Regierung stellen.

## Politischer Einfluss
Die Partei ist in Bulgarien als Teil der Koalition für Bulgarien im Parlament vertreten.